# Минеральное (Донецкая область)
Минера́льное (укр. Мінеральне) — посёлок в Ясиноватском районе Донецкой области Украины. Под контролем  Донецкой Народной Республики.

## География
Посёлок расположен в верховьях реки под названием Кальмиус (ниже Верхнекальмиусского водохранилища).
К северо-западу от населённого пункта проходит линия разграничения сил в Донбассе (см. Второе минское соглашение).

#### Соседние населённые пункты по странам света
СЗ: город Авдеевка
З: Яковлевка (ниже по течению Кальмиуса), Спартак
ЮЗ: Весёлое, город Донецк (северные кварталы, ниже по течению Кальмиуса)
Ю, ЮВ, В: город Макеевка (ниже по течению Кальмиуса)
СВ: Землянки, Ясиновка
С: город Ясиноватая (выше по течению Кальмиуса), Каштановое

## Население
Население по переписи 2001 года составляло 405 человек.

## Местный совет
Посёлок Минеральное входит в состав Спартаковского сельского совета.
Адрес местного совета: 86080, Донецкая обл., Ясиноватский р-н, с. Спартак, ул. Центральная, 130.
С 27 декабря является центром Спартаковского сельского совета ДНР.

## Достопримечательности
В Минеральном находится Всехсвятский храм Ясиноватского благочиния донецкой епархии украинской православной церкви Московского патриархата.
В посёлке расположен гидрологический памятник природы местного значения Истоки Кальмиуса.